# کوه پدری
کوه پردیس (به انگلیسی: Pardis) که با نام‌های پَدری (Padri) یا  پَردی (Pardi) نیز خوانده می‌شود، کوهی است در حومهٔ شهرستان جم از توابع استان بوشهر که در ابتدای راه جم به سیراف قرار دارد. ارتفاع قلهٔ این کوه از سطح دریا ۱۰۴۰ متر است و شکل آن از چشم‌انداز جنوبی، مخروطی به نظر می‌رسد. ارتفاع این کوه از برخی قله‌های همجوار آن پایین‌تر است.

## وجه تسمیه
رضا طاهری در کتاب از مروارید تا نفت در ذکر وجه تسمیهٔ «پَدری» و «تل چگاسه» می‌نویسد:
پوزپَدری در جم از نقاط دیدنی جغرافیای تاریخی ایران می‌باشد. پدری احتمالاً از کلمهٔ پَد + ری یا پادری به‌معنای محافظ شهر سلطنتی می‌باشد. پاد حفاظت‌کننده و ری و راگا و راگس نیز شهر سلطنتی معنا می‌دهد. از جمله نام‌های زیبای دیگرِ کوه‌های جم می‌توان به تل چگاسه اشاره کرد که امروزه بام جم خوانده می‌شود. گاث یا گات یا گاثه در ادبیات کهن ایرانی به‌معنای سرود می‌باشد. گاس همان لغت پهلوی «گاه» است که به سین ختم می‌شده به‌معنی تخت و سریر، و مراد «مملکت السّریر» است که دولتی مستقل بود و در قفقاز شمالی و مقابلهٔ آن با «زنگ» و مترادف بودن با روم مناسب است. در پارسی باستان گاثو به‌معنی جا و مکان و تخت آمده. در اوستا گاتو به‌معنی جا و تخت، در پهلوی گاس، در هندی باستان (سنسکریت) گاتو آمده‌است. ذیل «گاه» با این همه به گمان نگارنده چگاثه از چکاد یا چکاث و چگاث و چگاس ساخته شده‌است به‌معنای قله یا بلندی و تَل نیز به‌معنای تپه می‌باشد و روی‌هم‌رفته تل چگاسه به‌معنای تپهٔ بلند است.

## باستان‌شناسی
هرچند که پیشینهٔ روستاهای چاهه و دره پلنگی، که در شرق کوه قرار دارند، به‌درستی روشن نیست، ولی نشانه‌هایی از غارنشینی در این منطقه دیده شده‌است. برخی پژوهش‌ها نشان می‌دهد در کوه‌های مشرف بر ناحیهٔ جم، دیوارهای صیقل‌زده‌شدهٔ بزرگی در نقاط گوناگون با زاویه‌هایی خاص وجود دارد که افسانه‌ها و روایات قومیِ جم در لهجهٔ محلی آن را «چرم آینه» می‌خوانند. یک باور عمومی در ناحیهٔ جم وجود دارد که گذشتگان قطعه‌های کوچکی از شیشهٔ سیاه را در زیر این «چرم آینه»ها می‌یافته‌اند که باقی‌مانده از محل پادشاهی جم بوده است.
مجسمه‌های «جمشید جم» و «غار آدم» در نزدیکی کوه پَدری، به‌دلیل فعالیت‌های شرکت‌های نفتی و گازی در عسلویه در معرض خطر قرار دارند.

## ویژگی‌های جغرافیایی
این منطقه با قرارگیری در ارتفاع ۷۰۰متری از سطح دریا و در نزدیکی خلیج فارس، آب‌وهوای مطلوبی جهت پرورش گیاهان و درختان فراهم آورده‌است. اختلاف دمای هوا با کنار ساحل خلیج فارس، که در برخی از روزهای سال تا ۱۰ درج سانتیگراد می‌رسد، و همچنین رطوبت ملایم آن، این منطقه را به یکی از خوش‌آب‌وهواترین مناطق جنوب ایران تبدیل کرده‌است.

### ویژگی‌های انسانی
بومیان جم از طوایف بختیاری و فارس هستند.

### محصولات کشاورزی
یکی از شگفتی‌های منطقهٔ جم تنوع بی‌نظیر محصولات کشاورزی آن است. بخش وسیعی از زمین‌های کشاورزی اطراف جم زیر کشت درختان خرما، مرکبات و زیتون قرار دارد. پرتقال، نارنگی و لیموی این منطقه معروف‌اند.

منطقهٔ جم دارای خرمای مخصوصی است که به «خرمای خاصویی» معروف است. خرمای خاصویی کوچک‌تر از دیگر نمونه‌های خرما و بسیار لذیذ است. گاهی این خرما را (خاصه) می‌خوانند که نادرست می‌باشد. خرمایی با نام (خاصه) در بخش‌های دیگر استان بوشهر برداشت می‌گردد و از نظر کیفی پایینتر از خرمای خاصویی قرار می‌گیرد.

صیفی‌جات جم نیز با کیفیت مطلوب از دیگر محصولات این ناحیه‌اند.

## بازدید و گردشگری
پس از گشایش جادهٔ فیروزآباد به جم، مسافرت به این منطقه تسهیل شده‌است. همچنین شرکت‌های ملی نفت، گاز و پتروشیمی، با ساخت سه شهرک بزرگ در این منطقه، به گسترش فضای مسکونیِ این شهر کمک شایانی کرده‌اند. فرودگاه توحید جم نیز توسط شرکت نفت ساخته شده که امکان پرواز به این منطقه از شهرهای تهران و اصفهان را برای کارکنان شرکت‌های ملی نفت و گاز میسر نموده‌است.

## شایعه و طنز
درمورد کوه پردیس شایعه‌های متعددی بر سر زبان‌هاست و خواص عجیبی به این کوه نسبت داده می‌شود؛ ازجمله این‌که این کوه نزدیک‌ترین نقطهٔ زمین به خورشید است (!)، و به همین دلیل ویروس اچ‌آی‌وی بر روی آن رشد نمی‌کند (!)؛ کوهنوردی در این کوه باعث درمان مبتلایان به بیماری‌های سرطان و ایدز می‌شود (!)؛ از عسل به‌دست‌آمده از اطراف این کوه برای ساختن داروی اَدویل (Advil) استفاده می‌شود؛ قدرت مغناطیسی این کوه به‌قدری است که خودروهایی را که از کنار آن رد می‌شوند به‌سوی خود جذب می‌کند و باعث تصادم آن‌ها به کوه می‌شود (!)؛ و این‌که منبع بزرگی از آب در لایه‌های زیرینِ این کوه وجود دارد. این شایعه‌ها در وبگاه‌ها و رسانه‌های متعددی تکرار شده‌است؛ درحالی‌که همگی آن‌ها به‌وضوح بی‌معنی و طنزآمیزند و اثبات علمی ندارد. فقط جذب خودروها به‌سوی کوه ممکن است به نوعی خطای دید مربوط باشد که به‌دلیل پنهان شدن افق به‌وجود می‌آید و بجز این منطقه، در مناطق جغرافیایی زیادی دیده شده‌است.

حتی اگر ادعای شایعه را پذیرفته و نزدیکی به خط استوا را ملاک قرار دهیم؛ کوه پردیس(جم) هم از کوه چیمبورازو (Chimborazo) کوتاهتر است و هم نسبت به آن از استوا دورتر است.
مکان جغرافیایی کوه پردیس (پوزه پدری) به نقل از کمیته یکسان‌سازی نام‌های جغرافیایی سازمان نقشه برداری کشور:
عرض 27°48'16" شمالی و طول 52°17'19" شرقی
ارتفاع  ارتفاع قلهٔ این کوه از سطح دریا ۱۰۴۰ متر است که در 27°48' شمالی قرار دارد. ارتفاع کوه چیمبورازو (6268 متر) و در نزدیکی استوا1°28' درجه جنوبی قرار دارد.
جالبتر آنکه کوه اورست با ارتفاع فوق‌العاده‌ی 8848 متر در مدار 27°59'قرار دارد که فقط اندکی از کوه پردیس شمالی‌تر است.
حتی اگر نقشه نمایش ارتفاعی بندر کنگان تهیه شده توسط سازمان نقشه برداری کشور را ببینید، ارتفاعات نزدیک به محل این کوه (در غرب جم) حداکثر 1406 متر هستند. کوه دیگری در شرق نقشه قرار دارد که از کوه پردیس جنوبی‌تر است و ارتفاعش 1559 متر نوشته شده است. بنابراین حتی در همان منطقه کوه پردیس از این لحاظ شاخص نیست.
اما تعیین نزدیکترین نقطه زمین به خورشید ساده نیست: چرخش زمین به دور خورشید بیضوی است و فاصله آن با خورشید در طول سال عوض می‌شود. به علت تمایل محور چرخش زمین، خط استوا نیز نسبت به خورشید مایل است و در طول سال مناطق مختلف زمین به خورشید نزدیک می‌شوند. به علاوه زمین کاملا گرد نبوده و نزدیک استوا برجسته‌تر است.
مختصات کوه چیمبورازو:
چیمبورازو
سایت سازمان نقشه برداری ایران:
سازمان نقشه برداری ایران
نقشه ارتفاعی بندر کنگان :
توپوگرافی
ماده اصلی تشکیل دهنده ادویل، ایبوپروفن (ibuprofen)نام دارد. عسل هیچ نقشی در تولید این ماده ندارد.
سایت شرکت تولید کننده ادویل:
Advil
ادعای مغناطیسی بودن ناشی از نوعی خطای چشم است که به Gravity Hill مشهور است. در این پدیده که به علت پنهان شدن افق، شکل رویش درختان و محل ایستادن شخص به وجود می‌آید؛ انسان در تشخیص شیب جاده دچار اشتباه شده و سرپایینی را سربالایی تصور می‌کند. گاهی این خطای چشم آنقدر قوی است که حتی اگر علت آن را بدانید باز هم تعجب آور است.
این پدیده در بسیاری نقاط دنیا گزارش شده است:
در این باره می توانید مقاله ی "فیلیپ گیبز" از دانشگاه کالیفرنیا را  بخوانید: